# 美國歌唱大賽
美国歌唱大赛（American Song Contest）是根据欧洲歌唱大赛改编的美国音乐真人秀之電視系列，並由美国所有50個州、5个領地和华盛顿特区争夺「最佳原创歌曲」（Best Original Songs）之稱號。比赛于2022年3月21日至5月9日期间举行，并在全國廣播公司播出。 该节目由史努比狗狗和凱莉·克萊森主持。 

## 獲勝歌曲與歌手
- 第一季（2022年）: 奧克拉荷馬州，AleXa（英语：AleXa）〈Wonderland〉